# Mahamadou Sana
Pour les articles homonymes, voir Sana.
Mahamadou Sana, né le 24 octobre 1983 à Bouaké en Côte d'Ivoire, est un homme d'État burkinabè. Il est le ministre de la Sécurité dans le gouvernement III du Premier ministre de Apollinaire Joachim Kyélem de Tambèla.

## Biographie

### Enfance et études
Mahamadou Sana naît en Côte d’Ivoire dans la ville de Bouaké. Il commence les études primaires dans cette ville avant de rejoindre son pays d’origine, le Burkina Faso. Après le baccalauréat série D au lycée de Pouytenga dans la région du Centre-Est, il poursuit les études universitaires à l’Université de Ouagadougou dans la faculté de sciences économiques et de gestion. Il obtient la Maitrise ès science économique option planification.
En 2009, il est admis au concours de la police nationale et en sort diplômé de commissaire de police. A l’institut des hautes études internationales, il obtient également un diplôme d’études supérieures en relations internationales. Mahamadou Sana a participé à plusieurs formations en sécurité effectuées au Ghana, Côte d’Ivoire, Ethiopie, Taiwan, États-Unis, etc.

### Carrière professionnelle
En juillet 2011, Mahamadou Sana occupe le poste de chef du bureau opérationnel de la division des renseignements généraux de la police nationale du Burkina, puis chef du service régional de la sureté de l’Etat de la région du Centre en 2015.
En 2017, il devient le chef de police spéciale de l’aéroport international de Ouagadougou et enseigne parallèlement à l’école nationale de Police.
Chef de service de perfectionnement des formateurs de l’école nationale de police, il y passe un an avant d’être nommé Chef de département de la documentation de l’Agence nationale de renseignement.
En 2022, il est le Directeur général adjoint de l'Agence nationale de renseignement (Burkina Faso).

## Carrière politique
En 2022, il est nommé ministre délégué auprès du ministre de l’administration territoriale, de la décentralisation chargé de la sécurité,, , aux côtés du ministre du ministre Boukaré Zoungrana puis Émile Zerbo.
Depuis le 1er août 2024, il occupe le portefeuille plein du ministère de la Sécurité successivement dans le gouvernement Tambèla puis Rimtalba Jean Emmanuel Ouédraogo.